# Ests sport- en olympisch museum
Het Ests sport- en olympisch museum bevindt zich in de Estse stad Tartu en is het grootste sportmuseum in de Baltische staten. Het museum werd opgericht in 1963 en onderging modernisering in 2020. De permanente tentoonstelling "Het Verhaal van de Estse Sport" biedt inzicht in de sportgeschiedenis van Estland, inclusief triomfen, tegenslagen, heldendaden en dopingdrama's. Het museum omvat ook de Estse Sport Hall of Fame, waar de prestaties van prominente sportfiguren worden gevierd. Bezoekers kunnen deelnemen aan verschillende interactieve attracties, zoals een rally-simulator, VR-ervaringen en een historische sportschool.